# スペース・トルネード・オガワ
スペース・トルネード・オガワ（Space Tornado Ogawa）は、プロレス技の一種である。略称はSTO（エス・ティー・オー）。日本名は竜巻谷落とし（たつまきたにおとし）。

## 概要
小川直也が柔道からプロレスに転向する際に開発した技。柔道の大外刈をベースに、プロレスのラリアットとリストクラッチ、相撲の浴びせ倒しの要素を組み込んだもの。相手の首に自分の腕を回して固定した後、もう片方の腕で相手の片腕を掴み、大外刈のように自分の足で相手の足を刈り上げて後方へ倒し、そのまま自分の体重を浴びせながら押し倒す。相手の後頭部や背中をマットに叩きつける。
投げる際に体重を乗せて浴びせ倒すことで、叩きつけるダメージの増加が図られている点が大外刈との最大の違いである。首が固定された状態から一息に重心を崩されるため、特に初期に使われていたSTOは完全に受け身を取ることが非常に難しい。特に当時のSTOは不完全なままでも試合をひっくり返すほどの説得力と威力があり、橋本真也は引退試合にて完全状態のSTOを6連続で喰らってしまい完全ノックアウトされてしまった。藤原喜明も小川との試合で4連続STOを喰らい、意識が飛んでしまったためにカウントを取らずにレフェリーストップが掛けられた。山崎一夫が掛けられた際は、マットへの衝撃音がホールの外まで鳴り響いた。
なお小川は後年、前述のSTOとは異なり、払腰のように巻き込みながら重心を崩し、倒す際に膝を立ててダメージを軽減した改良型STOを編み出している。その他にもクラッチの形や技の入り方など、細かな相違点も多い（その他の項目も参照）。これは元々のSTOが与えるダメージと危険度があまりにも高すぎるためである。そのため、前述のSTOを原型STOや元祖STOと呼ぶこともある。

## 主な使用者
- 小川直也
- 黒影 - 武者狩りの名称で使用。
- 星野勘九郎 - 勘九郎カッターの名称で使用。
- 野崎広大 - STN（スペース・トルネード・ノザキ）の名称で使用。
- シュガー佐藤 - 白虎の名称で使用。
- ミス・モンゴル - STM（スペース・トルネード・モンゴル）の名称で使用。
- 渡辺えりか - えりりんカッターの名称で使用。
- モーリー - メメント・モリの名称で使用。
- アップルみゆき - りんご刈りの名称で使用。
- のの子 - STO（スペース・トルネード・おっぱい）の名称で使用。

## 派生技
STOボンバー
ランニング式のSTO。一時期、ハルク・ホーガンに傾倒していた小川がSTOとアックスボンバーを融合させて開発した技。
刈龍怒（かりゅうど）
小川、橋本のOH砲による合体技。両者が横並びになった状態から相手に向かって走り、小川がSTOを、橋本が水面蹴りを仕掛ける。初公開されたのはOH砲デビュー戦の2001年12月9日「真撃 第4章」におけるマーク・ケアー&トム・ハワード組戦。
俺ごと刈れ
OH砲による合体技。橋本がジャーマン・スープレックスの体勢で相手を持ち上げたところを、小川がSTOで橋本ごと刈る技。刈龍怒と同じくOH砲デビュー戦で初公開されたが、こちらは試合中に橋本がとっさに思いついたもので、技名はこの時「小川〜、俺ごと刈れ〜!」と叫んだことに由来する。相手だけでなく、タッグパートナーまでダメージを受けてしまう技であるため、橋本は初めてこの技を食らった時、試合権を持ったまま対戦相手のマーク・ケアーと共に失神してしまったため、小川が橋本の顔を張って無理やり起こし、橋本がケアーから勝利を収めた。以後はバックドロップの体勢から仕掛ける改良を行い、タッグパートナー側への負担を軽減している。
STK
佐々木健介がドン・フライとの総合格闘技トレーニングで獲得した技。STOと類似しているが、腕がラリアットの形になっている。
カッキーカッター
垣原賢人の得意技。STOと酷似しているが、足を大きく振り上げてから刈りこむ点が異なる。
カッキーカッター改
垣原賢人の得意技。相手をコブラクラッチに捉えてから、相手を反転させてカッキーカッターに移行する。
EVIL
EVILの得意技。
相手の背後から相手を反転させると同時に向かい合った相手の右脇に自身の頭を通して相手の喉元に自身の右腕を抱え込み組みつて、前方へ大きく振り上げた右足で相手の右足を刈り取り、前方へ倒れ込みながら体重を乗せて相手の後頭部から背中にかけてマットに叩きつける変形大外刈。STOが片腕を掴んで固定するのに対し、相手の脇の下に自分の頭をくぐらせている点が異なる。カッキーカッターと同様に足を大きく振り上げてから刈る。
フクダ・スペシャル
福田雅一の得意技。カウンター式のSTO。技名は死後、同じG-EGGSのメンバーであった永田裕志によってつけられたもので、その後も時おり永田が使用している。
武者返し
柴田勝頼の得意技。STOとは自分の両手をクラッチしている点が異なる。
アイアン・バスター
立った状態で相手の顔面をアイアンクローに捉えたままSTOのように倒す技。ブキャナンの他、鈴木健想がWWEでは「クローホールドSTO」「ツナミ」、退団後は「葉隠II」の名称で得意とする。
喉輪カッター
泉田純至が全日本プロレス所属時代から繋ぎ技として使用している。喉輪落としのように相手の喉を掴むと同時に相手の足を、自分の足で払い、そのまま体重をかけて後方へ倒す。喉輪式大外刈りとも。STOよりも考案は古いが、双方に関連性はない。
玄藩落とし
平柳玄藩の得意技。ハンマーロックで捉えた相手の喉元を掴み、足を刈りつつ押し込むように叩きつける喉輪落としとSTOの複合技。師である田上明から教えを受けた田上の得意技・喉輪落としを改良した技。
山茶華(さざんか)
【使用者】舞華のオリジナル技。
正面から相手の両腕を交差させた状態で右足を刈り上げて背中からマットに叩きつけるクロスアーム式の変形大外刈り。公式には「舞華カッター」と記載されていたがフューチャー・オブ・スターダム王座獲得を機に「山茶花（さざんか）」に改名。
以前は、舞華カッターの名称で使用していた。現在は、山茶華(さざんか)の技名で使用。変型大外刈り。
小川直也のSTOに酷似しているが舞華の場合は大きく振りかぶるように相手の足を刈るのが特徴。

## 返し方
現在のところSTOに対する絶対的な返し技は存在しないがラリアットと同様に相手の正面から仕掛ける技であるため、クラッチが完成する前に迎撃することは可能である。
橋本真也は坂口征二から技を仕掛ける瞬間に体を逃がし体勢を崩す「STO封じ」を直接伝授されている。しかし、実際に小川直也に仕掛けたところ身を引いた瞬間に脇が甘くなる欠点を見抜かれて即座に払い腰で投げ返されてしまい有効な対策とはならなかった。また、橋本は小川からSTOを仕掛けられた際に投げられながらDDTを仕掛ける相打ち技を使用したことがある。

## その他
- 小川直也がテレビ朝日の番組『リングの魂』で語ったところによれば、「スペース・トルネード・オガワ」という名称の「スペース」の部分がどうしても気になり、その由来をアントニオ猪木に尋ねたことがあるという。すると猪木は「小川、これからは宇宙の時代だぞ。だからスペースなんだよ」と答えて今ひとつ意味を理解出来ないまま現在に至る。なお、小川は「理由はよく知らないんですけど、あの頃、社長（猪木）は何でもかんでも宇宙、宇宙って言ってたんですよね。だから団体の名前も社長が『これからは宇宙だからUFO』って言ってパッと決めちゃった」と苦笑交じりに解説している。
- 石井慧が小川道場に北京オリンピック柔道男子100kg超級で獲得した金メダルを寄贈した際に石井の大外刈に小川がSTI（スペース・トルネード・イシイ）の名称を与えている。
- 英語圏ではフラット・ライナーやコンプリート・ショットをリバースSTOと表現する事があるが厳密には、これらは相手の体の前後が反転したリバース河津落としである。